# Emission Impossible
"Emission Impossible" (em português, "Emissão Impossível") é o décimo primeiro episódio da terceira temporada de Uma Família da Pesada, exibido pela primeira vez em 8 de novembro de 2001. Originalmente, iria ao ar em 19 de setembro, mas foi adiado por causa dos ataques de 11 de setembro, fazendo com que "A Fish out of Water" fosse exibido primeiramente.
O episódio foi escrito por Dave Collard e Ken Goin, e dirigido por Peter Shin. Majel Barrett estrelou como dubladora da voz da nave de Stewie, e Wallace Shawn como Bertram, um possível irmão de Stewie.

## Enredo
Quagmire cuida de Meg, Chris e Stewie enquanto Peter acompanha Lois em uma visita a sua irmã grávida, a nova solteira Carol. Quando Carol entra em trabalho de parto, Peter vai ao hospital (parando para pegar seu fast-food no caminho). O obstetra de Carol, Dr. Hartman, confunde-se com diversas agulhas e desmaia, fazendo com que Peter tenha que trazer o bebê ao mundo. Ao se lembrar da experiência de ter um bebê, Peter diz a Lois que quer outra criança. Feliz, Lois anuncia o desejo para o resto da família, mas Stewie se sente ameaçado em sua posição de caçula e resolve prevenir o nascimento de outro bebê.
Stewie tenta interferir em um momento romântico ao chorar por atenção. Frustrado, decide sujar o colarinho de uma das camisas de Peter com batom, mas é pego por Lois enquanto se distraia com sua imagem no espelho. Em outra tentativa, ele dá clorofórmio para o pai e usa uma réplica mecânica dele para insultar Lois, contudo Chris e Meg acidentalmente jogam-o pela janela, onde Stewie salta na frente de Cleveland, para a surpresa deste. Quando um jantar ameaça trazer a intimidade para seus pais, Stewie se encolhe juntamente com uma nave e entra no corpo de Peter para destruir seus espermas.
Em seu veículo, Stewie consegue matar todos facilmente, com uma exceção: Bertram, que parece ser diabolicamente semelhante com o irmão. Depois de uma breve luta e confronto, ambos decidem se retirar. Stewie se recupera primeiro, e observa Bertram com uma faca, antes de perceber que os dois têm muitas coisas em comum, que ambos desejam matar Lois. Bertram se exibe como o brilho no olho de Peter. Adicionalmente, com a ajuda de Bertram, ele poderia atingir muitos objetivos, incluindo a morte de Lois. Eles partem amigavelmente, e Stewie pensa que Bertram terá facilidade em escapar, pelo fato de que todos os espermas foram mortos; Stewie tem pouco tempo antes de sua nave ficar em tamanho real novamente. Após conseguir escapar através de uma lágrima de Peter, Stewie dirige de volta ao seu quarto.
Peter e Lois, no entanto, reconsideram a chegada de outra criança, para o desgosto de Stewie. Freneticamente, tenta mudar a ideia dos pais ("Você deve receber sua semente!"), mas Peter vai ao banheiro e se masturba com a ajuda de um catálogo de lingerie. Stewie, desapontado com a aparente morte de Bertram, vê um brilho no olho de seu pai, mostrando que aquele esperma ainda estava vivo. Seu alívio é momentâneo, até que ele percebe que seu irmão não nascido pode ser muito diabólico.